# 赫溫托韋
51°16′12″N 33°41′12″E / 51.27000°N 33.68667°E
赫溫托韋（羅馬化：Hvyntove）是位於烏克蘭東北部的村莊，由蘇梅州科諾托普區的布林市鎮負責管轄。該村處於葉祖奇河畔，分別距離阿紐蒂內2.5公里、內恰伊夫卡1.5公里和科諾瓦洛韋1公里，海拔高度132米，2001年人口769。